# Thomas Greaves (cầu thủ bóng đá)
Thomas Greaves (12 tháng 4 năm 1888 – 1960) là một cầu thủ bóng đá người Anh thi đấu cho Stoke.

## Sự nghiệp
Greaves sinh ra ở Hanley và thi đấu bóng đá nghiệp dư với Goldenhill Villa trước khi gia nhập Stoke năm 1908. Ông thi đấu 13 trận cho Stoke, ghi 5 bàn và rời đi để đến Hanley Swifts năm 1911.

## Thống kê sự nghiệp
| Câu lạc bộ     | Mùa giải       | Giải vô địch | Giải vô địch | Cúp FA | Cúp FA | Tổng | Tổng |
| Câu lạc bộ     | Mùa giải       | Trận         | Bàn          | Trận   | Bàn    | Trận | Bàn  |
| -------------- | -------------- | ------------ | ------------ | ------ | ------ | ---- | ---- |
| Stoke          | 1908–09        | 10           | 5            | 0      | 0      | 10   | 5    |
| Stoke          | 1909–10        | 2            | 0            | 0      | 0      | 2    | 0    |
| Stoke          | 1910–11        | 1            | 0            | 0      | 0      | 1    | 0    |
| Tổng sự nghiệp | Tổng sự nghiệp | 13           | 5            | 0      | 0      | 13   | 5    |